# Rácz István (operaénekes)
Rácz István (Debrecen, 1963. december 20. –) Liszt Ferenc-díjas magyar operaénekes (basszus)
A Művészeti Akadémia tagja. A Magyar Köztársasági Érdemred, Lovagkeresztjének kitüntetettje. Bartók-díjas, Závodszky-díjas. A Debreceni Kossuth Lajos Tudomány Egyetem, zeneművészeti tanszékének tanára. Operaénekes, egyetemi tanár.

## Életpályája
1985-ben fejezte be tanulmányait, a Bartók Béla Konzervatóriumban, majd a Liszt Ferenc Zeneművészeti Egyetemet végezte el 1985 és 1991 között. Már 1989-ben csatlakozott a Magyar Állami Operaház társulatához, mint ösztöndíjas magánénekes. Oratóriuménekesként is ismert, de vendégszerepelt már prózai társulatoknál is, így a Madách Színházban, a szolnoki Szigligeti Színházban, a Víg színházban. 

## Vendégszerepelt
Németországban, Ausztriában, Svájcban, Hollandiában, Svédországban, Olaszországban, Spanyolországban, Franciaországban, Angliában, Csehországban, Szlovákiában, Törökországban, Romániában, Szerbiában, Japánban, Malajziában, Finnországban, Lengyelországban, USA-New York (City Opera)
A Magyar Operaénekesek Egyesületének elnöke.

## Énekmesterei
Fábry Edit, Bende Zsolt, Réthy Eszter, Hanne-Lore Kuhse, Jevgenyij Nyeszterenko, Potyók Balázs, Déri Gabriella, Komlóssy Erzsébet.

## Főbb szerepei
- Kékszakállú (Bartók: A kékszakállú herceg vára)
- Sarastro (Mozart: A varázsfuvola)
- Gvardián (Verdi: A végzet hatalma
- Fiesco   (Giuseppe Verdi  : Simone Boccanegra)

- II. Fülöp (Verdi: Don Carlos)
- Ramfis, Király (Verdi: Aida)
- Bartolo (Mozart: Figaro házassága)
- Commendatore (Mozart: Don Giovanni)
- Zakariás (Verdi: Nabucco)
- Colline (Puccini: Bohémélet)
- Oroveso (Bellini: Norma)
- Zuniga (Bizet: Carmen)
- Mr. Budd (Britten: Albert Herring)
- Mr. Bosun (Britten: Billy Budd- Saatsoper Köln)
- Simone (Mozart: La finta semplice- Saatsoper Köln)
- Erste Offiziere (H.W.Henze: Der Prinz von Homburg- Staatsoper Köln)
- Nazarénus (R. Strauss: Salome)
- Osmin   (Mozart  :   Szöktetés a szerájból)
- Basilo  (Rossini : (Sevillai borbély)
- Banco   (Verdi   :  (Macbeth)
- Procida (Verdi   :  (Szicíliai vecsernye)
- Pimen   (Mussorgskij : (Boris Godunov)
- Orvos   (Berg    :  (Wozzeck)
- Fafner  (Wagner  :   (A Rajna kincse, Siegfried)
- Daland  (Wagner  :   (A bolygó hollandi)
- Pogner  (Wagner  :   (A nürnbergi mesterdalnokok)
- Hunding (Wagner  :   (Walkür)
- Marke   (Wagner  :   (Tristan és Isolda)
- Király  (Ránki   :   (Pomádé király új ruhája)
- Mefisto (Gounod  :   (Faust)
- Sparafucile (Verdi:  (Rigoletto)
- Kuno (Weber:  (Bűvös vadász)
- Kajafás (Webber:  (Jézus Krisztus Szupersztár)
- Színházigazgató (Vajda János: Don Cristobal)
- Titurel (Wagner: Parsifal)
- Geronte de Ravoire (Puccini: Manon Lescaut)

## Kitüntetései
- Bence Miklós-emlékplakett (2000)[2]
- Liszt Ferenc-díj (2009)
- Bartók-Pásztory-díj
- Rubányi Vilmos-díj (2014)
- Juventus-díj
- Závodszky Zoltán-díj (2022)
- A Magyar Érdemrend lovagkeresztje (2023)[3]